# NGC 5181
NGC 5181 est une galaxie lenticulaire située dans la constellation de la Vierge. Sa vitesse par rapport au fond diffus cosmologique est de 7 782 ± 20 km/s, ce qui correspond à une distance de Hubble de 114,8 ± 8,0 Mpc (∼374 millions d'al). NGC 5181 a été découverte par l'astronome britannique John Herschel en 1830.
À ce jour, une mesure non basée sur le décalage vers le rouge (redshift) donne une distance d'environ 114,000 Mpc (∼372 millions d'al). Cette valeur est à l'intérieur des valeurs de la distance de Hubble.